# Tirthamkara
Tirthamkara (o tirthankar o jina) cioè "attraversatore del guado" o "vittorioso" è il titolo che si usa nel giainismo per indicare i 24 profeti che si sono succeduti nei cicli storici per rivelare il giainismo stesso all'umanità.
Essi sono: 
1. Rishabha o Adinath
2. Ajitnath
3. Sambhavanath
4. Abhinandannath
5. Sumatinath
6. Padmaprabha
7. Suparshvanath
8. Chandraprabha
9. Pushpadanta
10. Sheetalnath
11. Shreyansanath
12. Vasupujya
13. Vimalnath
14. Anantnath
15. Dharmanath
16. Shantinath
17. Kunthunath
18. Aranath
19. Mallinath
20. Munisuvrata
21. Naminatha
22. Neminatha
23. Parshva
24. Mahavira

Solo degli ultimi due, Parshva e Mahavira, abbiamo notizie storiche. In particolare è certo il ruolo fondamentale per la diffusione del gianismo di Mahavira tanto che per molto tempo è stato, erroneamente, considerato il fondatore di questa religione.